# ایالات فدرال مالایا
ایالات فدرال مالایا (به انگلیسی: Federated Malay States) یک فدراسیون از چهار کشور تحت‌الحمایه در شبه‌جزیره مالایا بود - سلانگور، پراک، نگاری سمبیلان و پاهانگ - که توسط دولت بریتانیا در سال ۱۸۹۶ تأسیس شد، و تا سال ۱۹۴۶ ادامه داشت، تا آنجا که آنها به همراه دو منطقه از شهرک‌های تنگه سابق (مالاکا و پنانگ) و کشورهای مالایای فدرال نشده، اتحادیه مالایا را تشکیل دادند.